# János Bolyai

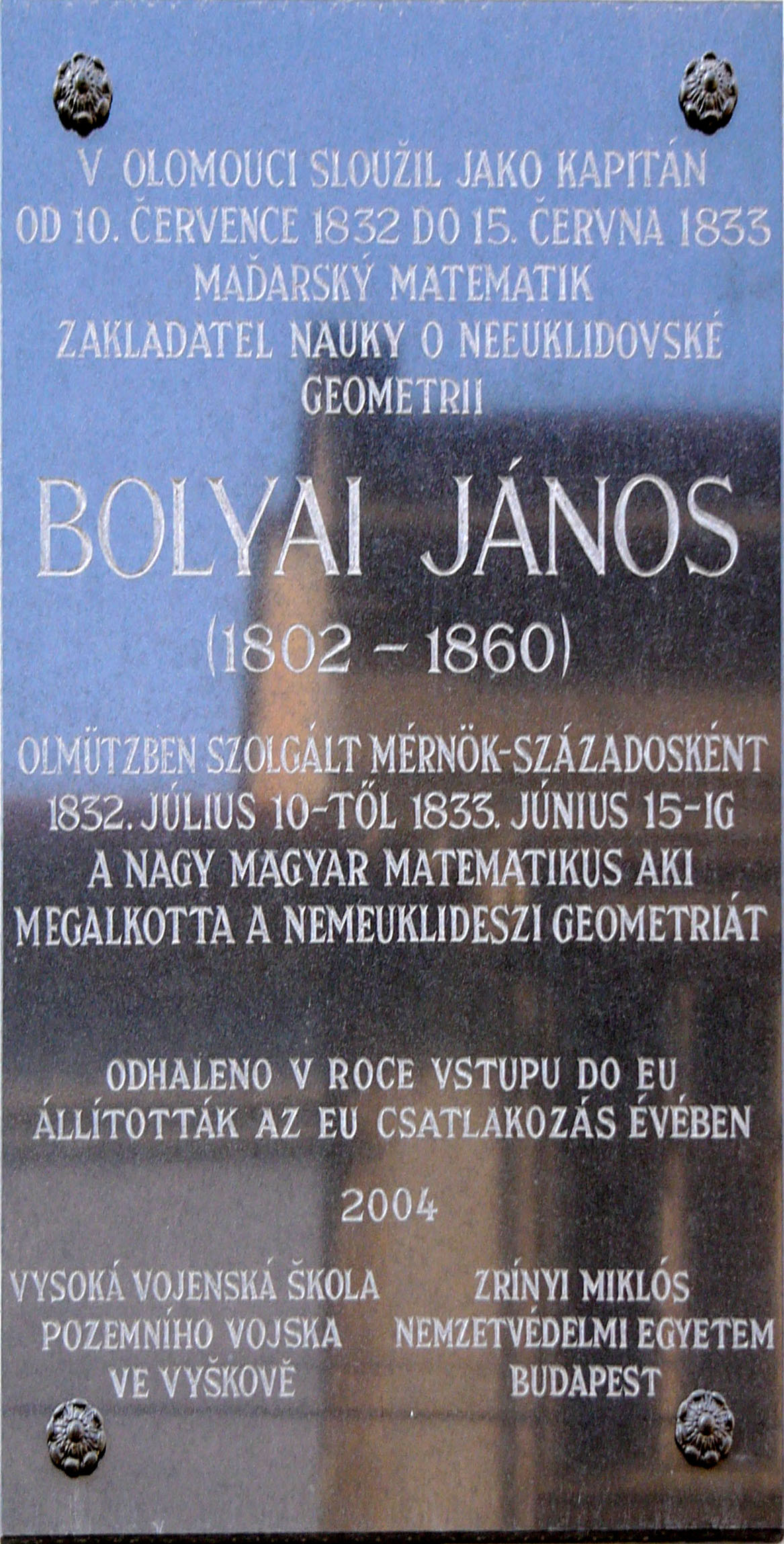
Tablica upamiętniająca służbę wojskową Jánosa Bolyaia w Ołomuńcu

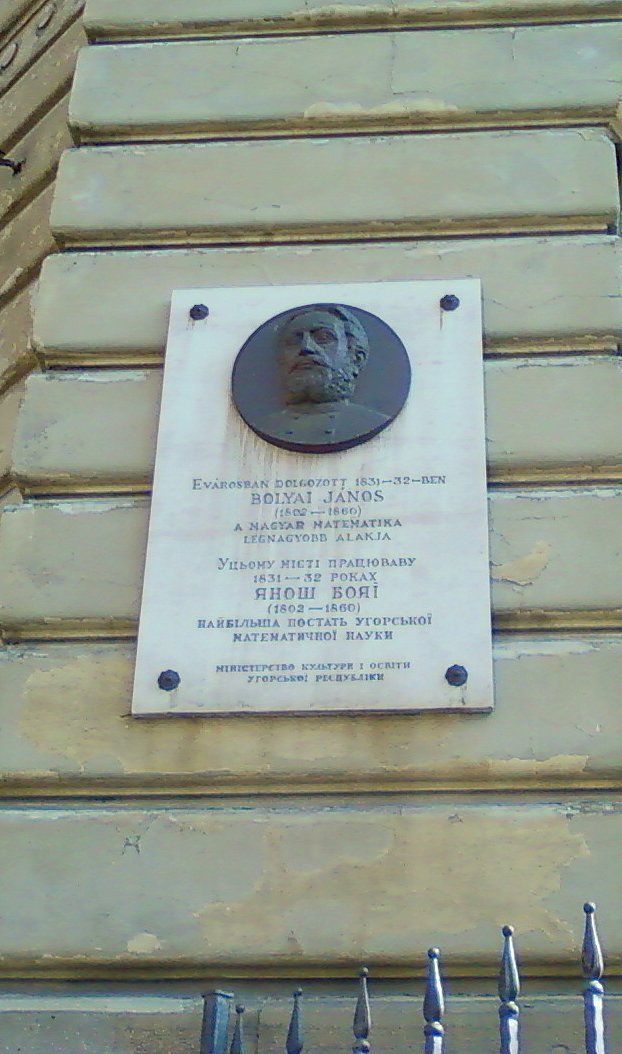
Tablica upamiętniająca we Lwowie

János Bolyai (ur. 15 grudnia 1802 w Kolozsvárze, zm. 27 stycznia 1860 w Marosvásárhely) – węgierski matematyk, odkrywca i badacz geometrii nieeuklidesowej (niezależnie od Łobaczewskiego).

## Życiorys
Rodzicami Jánosa Bolyaiego byli Zsuzsanna Benkö i Farkas Bolyai. Farkas był matematykiem, wykładał matematykę, fizykę i chemię w kalwińskim kolegium w Marosvásárhely (obecnie Târgu Mureș).
Do 9. roku życia János uczył się w domu, potem uczył się w szkole. W wieku lat 13. uczęszczał na zajęcia w kolegium w Marosvásárhely; znał wtedy podstawy rachunku różniczkowego i całkowego. W czerwcu 1817 János uzyskał dyplom College’u, ale jeszcze przez rok uczył się tam. Od 1818 do 1822 studiował w Terezjańskiej Akademii Wojskowej w Wiedniu, kończąc w tym czasie siedmioletni program studiów. Szkoła ta była elitarną akademią inżynieryjno-wojskową.
We wrześniu 1823 rozpoczął służbę wojskową w wojskach inżynieryjnych Cesarstwa Austriackiego. W służbie wojskowej pozostał przez 11 lat.
Od 1834 żył razem z Rozalią Kibédi Orbán, z którą mieli dwójkę dzieci. Pobrali się oni dopiero w maju 1849. Trzy lata później rozstali się.

## Dzieło
Już w czasie studiów w Wiedniu János Bolyai zainteresował się postulatem równoległości i około 1820 zaczął rozwijać podstawy geometrii hiperbolicznej. Wyniki tych badań zostały opublikowane w 1832 pod tytułem Appendix scientiam spatii absolute veram exhibens [‘dodatek, w którym przedstawiona jest absolutnie prawdziwa nauka o przestrzeni’] jako aneks do pracy Tentamen jego ojca, Farkasa.
Rozwinął formalny system liczb zespolonych jako par liczb rzeczywistych.
Oprócz matematyki zajmował się filozofią, której zarysy znane są z fragmentów jego prac o duszy, materii i o duchu, jak też z jego listu do cesarza Franciszka Józefa, w którym były też zawarte propozycje dotyczące systemu podatkowego.